# Scleropages
Scleropages Günther, 1864 è un genere di pesci della famiglia Osteoglossidae che si trovano in Asia e Australia.

## Evoluzione
L'antenato degli arowana australiani, S. jardinii e S. leichardti, si separò dall'antenato degli arowana asiatici circa 140 milioni di anni fa, durante il Cretaceo inferiore. La somiglianza morfologica delle quattro specie dimostra che in questi antichi pesci si sono verificati pochi cambiamenti evolutivi recenti. Il genere ebbe una distribuzione molto più ampia durante il primo Cenozoico, con resti fossili noti del Paleocene scoperti in Niger e in Belgio, e dell'Eocene in Cina.
Nel 2003, uno studio ridescrisse diverse varietà cromatiche di S. formosus in quattro specie distinte. La maggior parte degli esperti mette in dubbio questa riclassificazione, sostenendo che i dati pubblicati sono insufficienti per giustificare il riconoscimento di più di una specie di Scleropages del Sud-est asiatico e che gli aplogruppi divergenti utilizzati per distinguere le varietà di colore siano stati rinvenuti in individui appartenenti a una sola varietà cromatica, il che contraddice le conclusioni. Essi sono considerati monotipici, vale a dire costituiti da aplogruppi strettamente correlati in base al colore.

## Specie
Attualmente sono riconosciute 4 specie in questo genere:
| Immagine | Nome scientifico                                  | Nome comune                                                     | Distribuzione |
| -------- | ------------------------------------------------- | --------------------------------------------------------------- | --- |
|          | Scleropages formosus (S. Müller & Schlegel, 1840) | Osteoglosso asiatico; arowana verde, arowana asiatico           | Thailandia, Cambogia, Vietnam meridionale, Penisola Malese, Sumatra, Borneo Occidentale                                                                        |
|          | Scleropages inscriptus Roberts, 2012              | Arowana birmano                                                 | Myanmar |
|          | Scleropages jardinii (Saville-Kent, 1892)         | Saratoga del nord, osteoglosso australiano, barramundi del nord | Sistema di drenaggio del Golfo di Carpentaria, a ovest fino al fiume Adelaide nel Territorio del Nord, in tutto il Queensland settentrionale e in Nuova Guinea |
|          | Scleropages leichardti Günther, 1864              | Osteoglosso maculato, saratoga                                  | Sistema del fiume Fitzroy in Australia |

## Filogenesi
Albero filogenetico basato sugli studi di Pouyaud, Sudarto e Teugels (2003):
|  | Osteoglossum bicirrhosum |
|  |                          |
|  | Osteoglossum ferreirai   |
|  |                          |

|  | Scleropages formosus (arowana verde)                                                   |
|  |                                                                                        |
|  | Scleropages macrocephalus Pouyaud, Sudarto & Teugels 2003 (arowana asiatico argentato) |
|  |                                                                                        |

|  | Scleropages legendrei Pouyaud, Sudarto & Teugels 2003 (grande arowana rosso)     |
|  |                                                                                  |
|  | Scleropages aureus Pouyaud, Sudarto & Teugels 2003 (arowana dorato a coda rossa) |
|  |                                                                                  |

|  | Scleropages formosus (arowana verde)                                                   |
|  |                                                                                        |
|  | Scleropages macrocephalus Pouyaud, Sudarto & Teugels 2003 (arowana asiatico argentato) |
|  |                                                                                        |

|  | Scleropages legendrei Pouyaud, Sudarto & Teugels 2003 (grande arowana rosso)     |
|  |                                                                                  |
|  | Scleropages aureus Pouyaud, Sudarto & Teugels 2003 (arowana dorato a coda rossa) |
|  |                                                                                  |

|  | Scleropages leichardti |
|  |                        |
|  | Scleropages jardinii   |
|  |                        |

|  | Scleropages formosus (arowana verde)                                                   |
|  |                                                                                        |
|  | Scleropages macrocephalus Pouyaud, Sudarto & Teugels 2003 (arowana asiatico argentato) |
|  |                                                                                        |

|  | Scleropages legendrei Pouyaud, Sudarto & Teugels 2003 (grande arowana rosso)     |
|  |                                                                                  |
|  | Scleropages aureus Pouyaud, Sudarto & Teugels 2003 (arowana dorato a coda rossa) |
|  |                                                                                  |

|  | Scleropages formosus (arowana verde)                                                   |
|  |                                                                                        |
|  | Scleropages macrocephalus Pouyaud, Sudarto & Teugels 2003 (arowana asiatico argentato) |
|  |                                                                                        |

|  | Scleropages legendrei Pouyaud, Sudarto & Teugels 2003 (grande arowana rosso)     |
|  |                                                                                  |
|  | Scleropages aureus Pouyaud, Sudarto & Teugels 2003 (arowana dorato a coda rossa) |
|  |                                                                                  |

|  | Scleropages leichardti |
|  |                        |
|  | Scleropages jardinii   |
|  |                        |

|  | Osteoglossum bicirrhosum |
|  |                          |
|  | Osteoglossum ferreirai   |
|  |                          |

|  | Scleropages formosus (arowana verde)                                                   |
|  |                                                                                        |
|  | Scleropages macrocephalus Pouyaud, Sudarto & Teugels 2003 (arowana asiatico argentato) |
|  |                                                                                        |

|  | Scleropages legendrei Pouyaud, Sudarto & Teugels 2003 (grande arowana rosso)     |
|  |                                                                                  |
|  | Scleropages aureus Pouyaud, Sudarto & Teugels 2003 (arowana dorato a coda rossa) |
|  |                                                                                  |

|  | Scleropages formosus (arowana verde)                                                   |
|  |                                                                                        |
|  | Scleropages macrocephalus Pouyaud, Sudarto & Teugels 2003 (arowana asiatico argentato) |
|  |                                                                                        |

|  | Scleropages legendrei Pouyaud, Sudarto & Teugels 2003 (grande arowana rosso)     |
|  |                                                                                  |
|  | Scleropages aureus Pouyaud, Sudarto & Teugels 2003 (arowana dorato a coda rossa) |
|  |                                                                                  |

|  | Scleropages leichardti |
|  |                        |
|  | Scleropages jardinii   |
|  |                        |

|  | Scleropages formosus (arowana verde)                                                   |
|  |                                                                                        |
|  | Scleropages macrocephalus Pouyaud, Sudarto & Teugels 2003 (arowana asiatico argentato) |
|  |                                                                                        |

|  | Scleropages legendrei Pouyaud, Sudarto & Teugels 2003 (grande arowana rosso)     |
|  |                                                                                  |
|  | Scleropages aureus Pouyaud, Sudarto & Teugels 2003 (arowana dorato a coda rossa) |
|  |                                                                                  |

|  | Scleropages formosus (arowana verde)                                                   |
|  |                                                                                        |
|  | Scleropages macrocephalus Pouyaud, Sudarto & Teugels 2003 (arowana asiatico argentato) |
|  |                                                                                        |

|  | Scleropages legendrei Pouyaud, Sudarto & Teugels 2003 (grande arowana rosso)     |
|  |                                                                                  |
|  | Scleropages aureus Pouyaud, Sudarto & Teugels 2003 (arowana dorato a coda rossa) |
|  |                                                                                  |

|  | Scleropages leichardti |
|  |                        |
|  | Scleropages jardinii   |
|  |                        |

### Esplicative
1. ↑  Di queste quattro specie, attualmente ne è riconosciuta solo una (Scleropages formosus), che comprende anche le altre.

### Bibliografiche
1. ↑   Elenco delle specie da FishBase, su fishbase.org.
2. ↑   L. Taverne, On the presence of the osteoglossid genus Scleropages in the Paleocene of Niger, Africa (Teleostei, Osteoglossomorpha), in Bulletin de l'Institut royal des Sciences naturelles de Belgique, Science de la Terre, vol. 79, 2009,  pp. 161-167.
3. ↑   Jiang-Yong Zhang e Mark V. H. Wilson, First complete fossil Scleropages (Osteoglossomorpha), vol. 55, n. 1, Vertebrata PalAsiatica, 2017,  pp. 1-23.
4. ↑   Jiang-Yong Zhang, A New Species of Scleropages (Osteoglossidae, Osteoglossomorpha) from the Eocene of Guangdong, China, vol. 58, n. 2, Vertebrata PalAsiatica, 2020,  pp. 100-119, DOI:10.19615/j.cnki.1000-3118.191213.
5. 1 2   L. Pouyaud, Sudarto e G. G. Teugels, The different colour varieties of the Asian arowana Scleropages formosus (Osteoglossidae) are distinct species: morphologic and genetic evidences, in Cybium, vol. 27, n. 4, 2003,  pp. 287-305.
6. ↑   M. I. Mohd-Shamsudin, M. Zahedi Fard, P. B. Mather, Z. Suleiman, R. Hassan, R. Y. Othman e M. Bhassu, Molecular characterization of relatedness among colour variants of Asian Arowana (Scleropages formosus), vol. 490, n. 1-2, Gene, 2011,  pp. 47-53, DOI:10.1016/j.gene.2011.08.025, PMID 21945689.
7. ↑   X.-D. Mu, H.-M. Song, X.-J. Wang, Y.-X. Yang, D. Luo, D.-E. Gu, J.-R. Luo e Y.-C. Hu, Genetic variability of the Asian arowana, Scleropages formosus, based on mitochondrial DNA genes, vol. 44, Biochemical Systematics and Ecology, 2012,  pp. 141-148, DOI:10.1016/j.bse.2012.04.017.
8. ↑   M. J. P. van Oijen e S. E. T. van der Meij, The types of Osteoglossum formosum Müller & Schlegel, 1840 (Teleostei, Osteoglossidae) (PDF), in Zootaxa, vol. 3722, n. 3, 2013,  pp. 361-371, DOI:10.11646/zootaxa.3722.3.5, PMID 26171532.
9. ↑   T. R. Roberts, Scleropages inscriptus, a new fish species from the Tananthayi or Tenasserim River basin, Malay Peninsula of Myanmar (Osteoglossidae: Osteoglossiformes), in aqua, International Journal of Ichthyology, vol. 18, n. 2, 2012,  pp. 113-118.
10. ↑   B. J. Pusey, C. Fisher e J. Maclaine, On the nature of Scleropages leichardti Günther, 1864 (Pisces: Osteoglossidae), in Zootaxa, vol. 4173, n. 1, 2016,  pp. 75-84, DOI:10.11646/zootaxa.4173.1.7, PMID 27701205.